# آمه-نو-هوهی
آمه-نو-هوهی (انگلیسی: Ame-no-hohi) در اساطیر ژاپن دومین پسر الهه خورشید آماتراسو است.